# Авксентий
Вижте пояснителната страница за други личности с името Авксентий.
Авксентий от Дуросторум или Меркурин (Auxentius von Dorostorum; Auxentius of Durostorum; или Mercurinus; втората половина на 4 век) e ученик на готския апостол Вулфила и епископ на Дуросторум (Доросторум), днешна Силистра, България.
Както неговия учител Авксентий е представител на арианското течение на християнството. През 383 г. той пише Vita Wulfilas (Epistola de fide, vita et obitu Wulfilae). Ръкописът му е открит през 1840 г. в един Парижки Кодекс (Codex).